# Turismo en Namibia

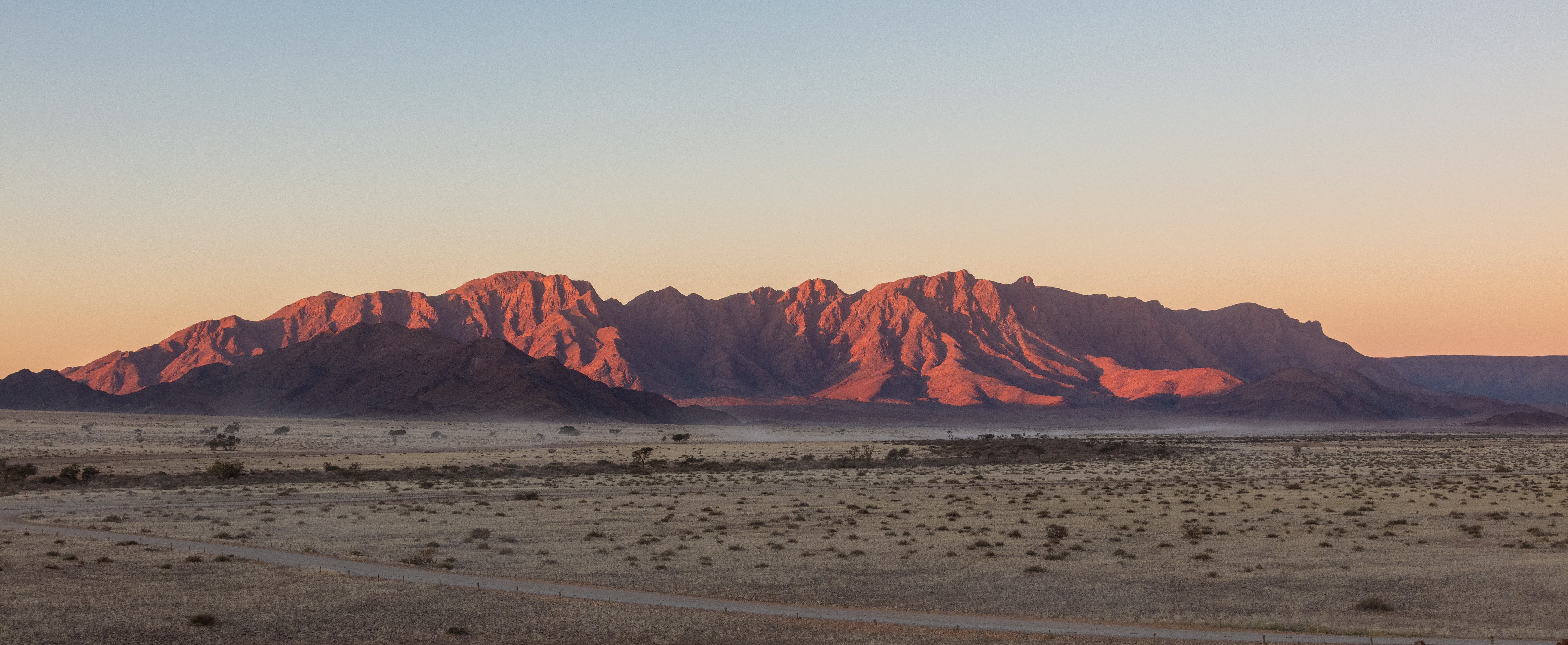
Puesta de sol en el desierto de Namib.

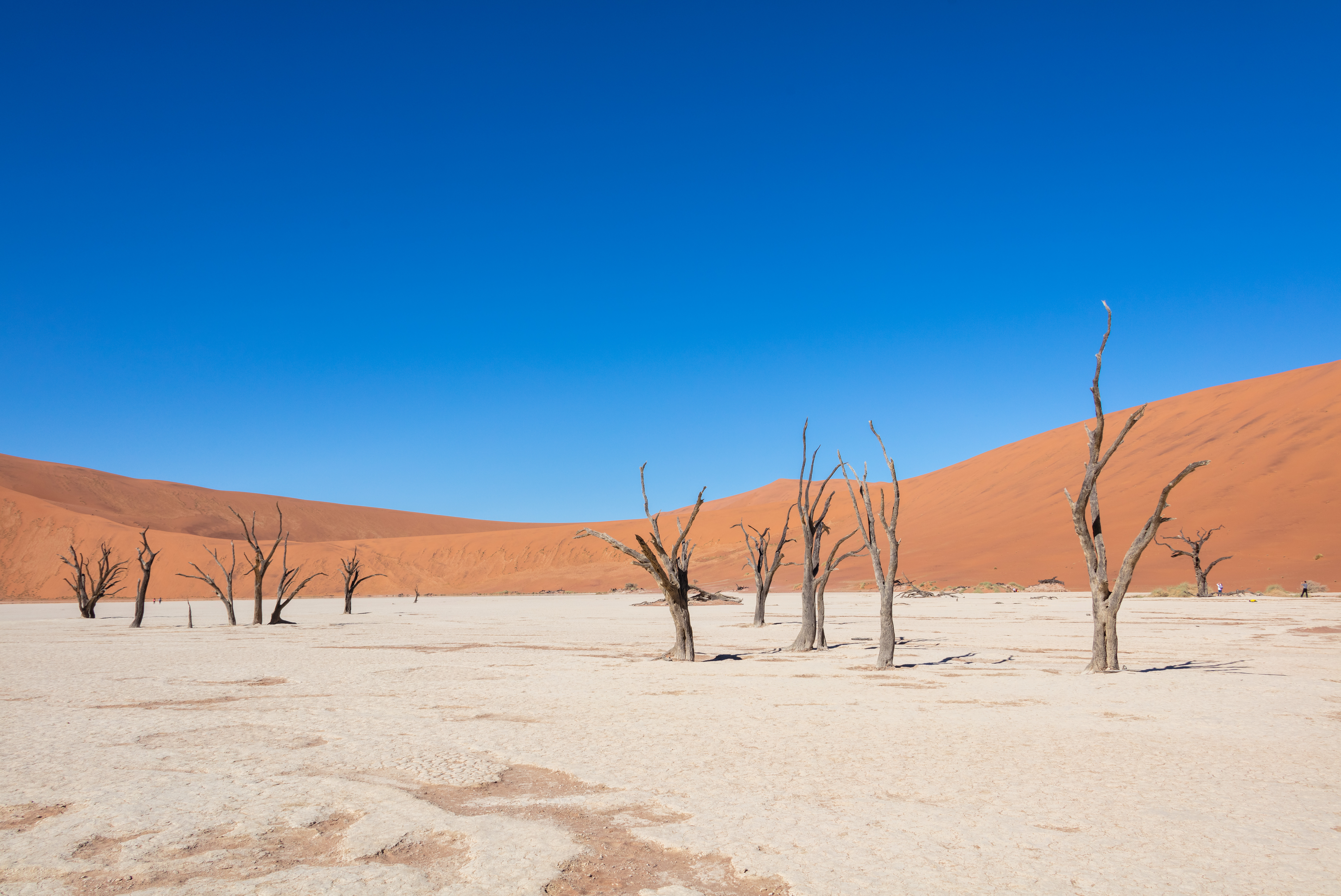
Vista de Dead Vlei, en Sossusvlei, un imán turístico.

El turismo en Namibia es una importante fuentes de ingreso para la economía del país, aportando cada año unos 11 mil millones de dólares namibios, aproximadamente el 14% del Producto interior bruto.
Es, junto con la minería, la actividad económica más importante y la que más ha crecido en los últimos años gracias a la belleza del país y a su variada vida salvaje.
El Consejo de Turismo de Namibia, perteneciente al Ministerio de Medio Ambiente y Turismo, es el encargado de coordinar los servicios turísticos así como la promoción del país en todo el mundo.

## Activos turísticos

### Espacios naturales

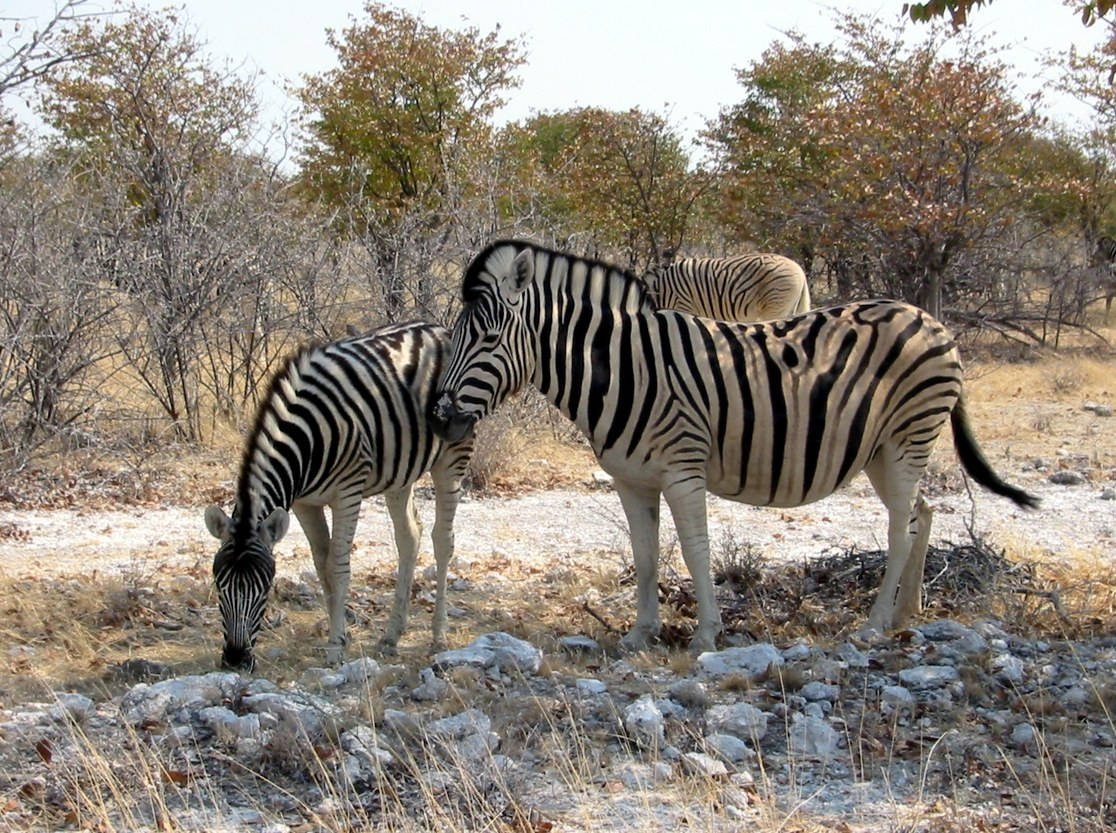
Cebras en el Parque Nacional Etosha.

- Parque Nacional Etosha
- Parque Nacional Namib-Naukluft
- Costa de los Esqueletos
- Cañón del río Fish
- Ai-Ais
- Parque Nacional Waterberg
- Parque Nacional Khaudom
- Desierto del Namib